# Стратфорд (Нью-Йорк)
Стратфорд (англ. Stratford) — місто (англ. town) в США, в окрузі Фултон штату Нью-Йорк. Населення — 538 осіб (2020).

## Демографія
Згідно з переписом 2010 року, у місті мешкало 610 осіб у 244 домогосподарствах у складі 171 родини. Було 546 помешкань
Расовий склад населення:
| - 98,4 % — білих |

До двох чи більше рас належало 1,1 %. Частка іспаномовних становила 2,6 % від усіх жителів.
За віковим діапазоном населення розподілялося таким чином: 22,1 % — особи молодші 18 років, 61,0 % — особи у віці 18—64 років, 16,9 % — особи у віці 65 років та старші. Медіана віку мешканця становила 46,2 року. На 100 осіб жіночої статі у місті припадало 99,3 чоловіків;  на 100 жінок у віці від 18 років та старших — 101,3 чоловіків також старших 18 років.
Середній дохід на одне домашнє господарство  становив 50 921 долар США (медіана — 38 594), а середній дохід на одну сім'ю — 65 898 доларів (медіана — 51 591). Медіана доходів становила 42 344 долари для чоловіків та 36 250 доларів для жінок. За межею бідності перебувало 18,5 % осіб, у тому числі 17,9 % дітей у віці до 18 років та 20,2 % осіб у віці 65 років та старших.
Цивільне працевлаштоване населення становило 210 осіб. Основні галузі зайнятості: освіта, охорона здоров'я та соціальна допомога — 31,9 %, роздрібна торгівля — 16,7 %, публічна адміністрація — 16,2 %.